# Villa Cella
Villa Cella è una frazione del comune di Rezzoaglio, nella val d'Aveto.
A Villa Cella si trovano i resti dell'antico monastero di San Michele de Petra Martina (poi di San Lorenzo) con annesso mulino, l'edificio monastico venne fondato nel 1103 dal monaco Alberto assieme a sette monaci del Monastero di San Pietro in Ciel d'Oro di Pavia; dal monastero dipendeva tutta la corte di Alpepiana. Nel medioevo fu importante nodo viario, vi transitavano infatti le strade che collegavano la Val d'Aveto alla Valle Sturla attraverso il vicino passo di Bisinelle che a sua volta conduce alla località Cappelletta delle Lame, punto di confine tra le due valli principali.
Il paese è in posizione nettamente defilata rispetto alle valli principali ed è raggiungibile tramite una strada tortuosa, da alcuni anni carrozzabile; questa caratteristica lo avrebbe reso uno dei nuclei abitativi medioevali nascosti dalle invasioni barbariche e saracene.